# Механик, Израиль Бенцианович
Израиль (Лев) Бенцианович Механик (15 января 1909, Минск — 7 июня 1989, Москва) — советский тяжелоатлет, чемпион СССР (1939), многократный рекордсмен СССР, чемпион Европы (1947). Заслуженный мастер спорта СССР (1939). Отличник физической культуры (1947). Судья международной категории (1952). Заслуженный тренер СССР (1956). 

## Биография
Родился 15 января 1909 года в Минске. Рос в детском доме.
В юности увлекался несколькими видами спорта, в 1925 году был чемпионом Белорусской ССР по французской (греко-римской) борьбе. В дальнейшем сосредоточился на занятиях тяжёлой атлетикой. 
В 1929 году переехал в Москву, где продолжил тренироваться под руководством Яна Спарре. В 1935 году окончил Государственный центральный институт физической культуры. С середины 1930-х годов входил в число ведущих советских атлетов лёгкого веса, в 1939 году становился чемпионом СССР. В 1940 году ко Дню физкультурника установил неофициальный мировой рекорд, выжав штангу, весящую 110,3 кг, что было на 1,8 кг больше рекорда австрийца Роберта Файна.
В 1941—1943 годах участвовал в Великой Отечественной войне, командовал оперативной группой Истребительного мотострелкового полка при Управлении НКВД г. Москвы и Московской области, действовавшей в тылу противника, был серьёзно ранен, награждён медалью «За отвагу» и орденом Красной Звезды. В 1943 году возобновил тренировки и выступал до конца 1940-х годов. В 1947 году вошёл в состав сборной СССР на дебютном для советских атлетов чемпионате Европы в Хельсинки и завоевал золотую медаль этих соревнований.
В 1951 году завершил свою спортивную карьеру. В 1950-х годах был одним из старших тренеров сборной СССР, на протяжении многих лет занимался тренерской деятельностью в ДСО «Локомотив». Установил в жиме 10 рекордов СССР, два из которых превышали рекорды Мира. Последний рекорд СССР в жиме, превышающий рекорд Мира венгра Йено Амбрози 109 кг, установлен 26.01.1946 года в Москве - 110,8 кг.
Умер 7 июня 1989 года в Москве. Похоронен на Зеленоградском кладбище.

## Награды
- Медаль «За трудовую доблесть» (27.04.1957) — «за успехи, достигнутые в деле развития массового физкультурного движения в стране, повышения мастерства советских спортсменов, и успешное выступление на международных соревнованиях»

## Память
В Москве на фасаде дома 4/6 по улице Садовая-Каретная, где с 1948 по 1975 год жил Л. Б. Механик, установлена мемориальная доска.